# Palais Schaffgotsch in Jannowitz

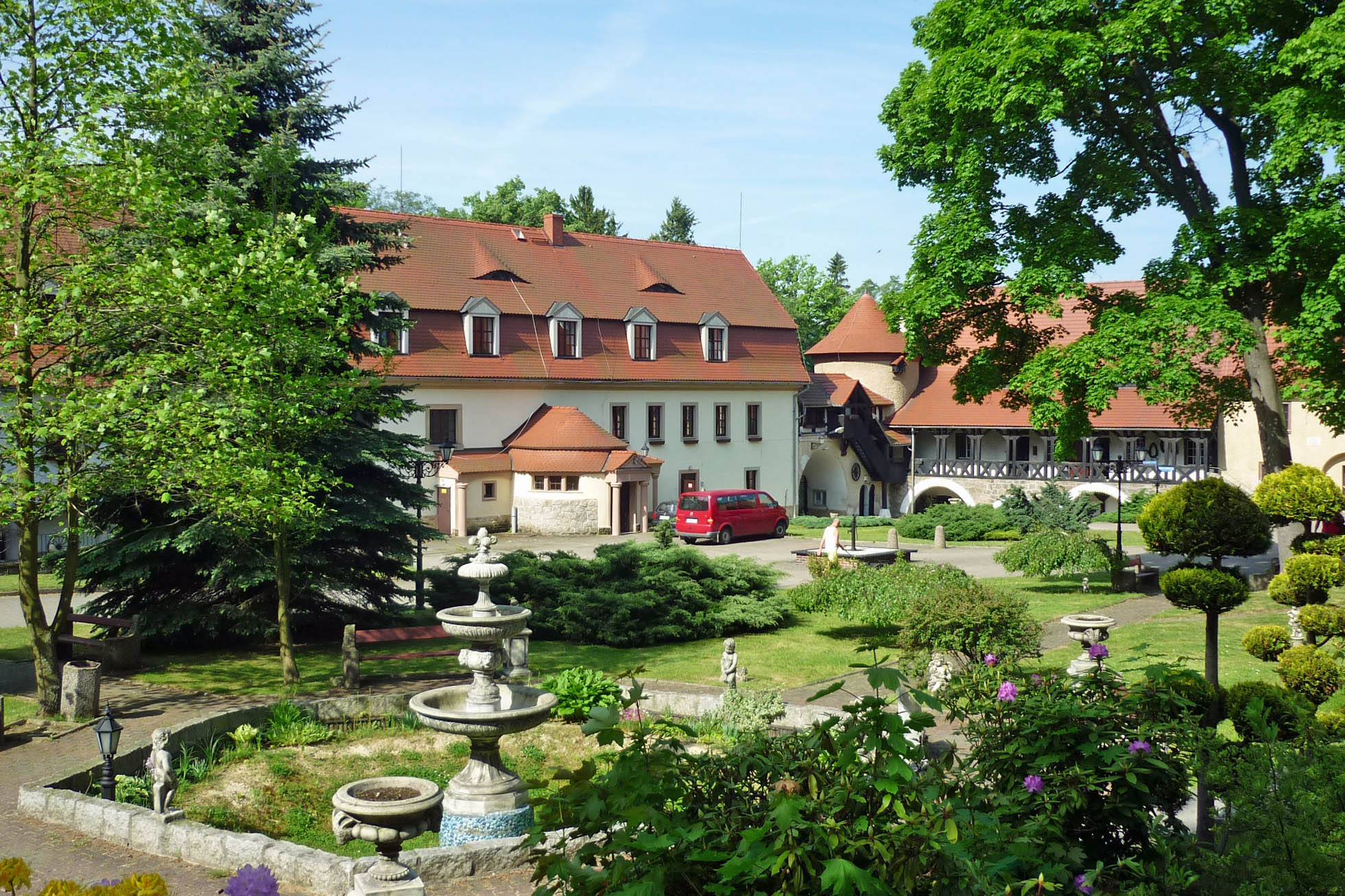
Palais Schaffgotsch

Palais Schaffgotsch in Jannowitz (polnisch Pałac w Janowicach Wielkich) ist ein Schloss in Janowice Wielkie (Jannowitz) unweit von Jelenia Góra (Hirschberg) im Hirschberger Tal in der Woiwodschaft Niederschlesien in Polen.

## Geschichte
Bereits im 14. Jahrhundert befand sich hier eine Burg, die 1608 im Barockstil von den Schaffgotsch ausgebaut wurde. Das Schloss wurde während des Dreißigjährigen Kriegs von den Schweden zerstört und 1775 restauriert. Von 1830 bis 1840 wurde ein englischer Garten am Schloss angelegt. Seit 1962 wird es als Altersheim genutzt.